# Rom in Bosnia ed Erzegovina
Il popolo rom in Bosnia-Erzegovina è la più numerosa delle 17 minoranze nazionali del paese, sebbene, a causa dello stigma associato al loro nome, spesso ciò non si rifletta nelle statistiche e nei censimenti. 

## Demografia
Il numero esatto dei Rom in Bosnia-Erzegovina è incerto. A causa dello stigma sociale associato all'etichetta, molti membri della comunità si rifiutano di identificarsi come tali nei sondaggi e nei censimenti ufficiali. Il loro numero è quindi costantemente sottostimato. 
- Il censimento del 2013 ha registrato 12.583 residenti bosniaco-erzegovesi autodichiaratisi di etnia rom (questo dato è ritenuto gravemente sottorappresentato dalla comunità rom in Bosnia ed Erzegovina).

- Le stime del Consiglio d'Europa del luglio 2012 contano un minimo di 40.000 e un massimo di 76.000 Rom in Bosnia-Erzegovina, con una media di 58.000, cioè l'1,54% della popolazione totale[1]. Ciò renderebbe ancora la Bosnia-Erzegovina il paese dei Balcani occidentali con la percentuale più bassa di popolazione rom.

- Un'indagine parziale del Difensore civico della Bosnia ed Erzegovina attraverso le associazioni Rom ha registrato circa 50.000 Rom che vivono in Bosnia ed Erzegovina, di cui 35.000 nella Federazione di Bosnia ed Erzegovina, 3.000 nella Republika Srpska e 2.000-2.500 nel Distretto di Brčko - senza contare la popolazione Rom del Cantone di Sarajevo[2].

- Il processo di valutazione dei bisogni condotto nel 2010 dal Ministero per i diritti umani e i rifugiati (MHRR) della Bosnia-Erzegovina a livello statale ha identificato direttamente 16.771 persone Rom nel paese. Il MHRR stima che ci siano almeno da 25.000 a 30.000 rom residenti in Bosnia ed Erzegovina, sebbene riconoscano che fino al 39 per cento dei rom non ha partecipato alla registrazione in alcuni distretti[3]. Secondo il ministero, circa il 42% della popolazione rom in Bosnia-Erzegovina ha meno di 19 anni.

- Secondo il censimento del 1991, c'erano 8.864 Rom in Bosnia ed Erzegovina, pari allo 0,2% della popolazione. Tuttavia, il numero era probabilmente molto più alto, poiché 10.422 bosniaci affermavano che il romanì era la loro lingua madre.

- Kali Sara e altre ONG Rom locali stimano il numero di Rom in Bosnia ed Erzegovina tra 80.000 e 100.000[3].

### Distribuzione geografica

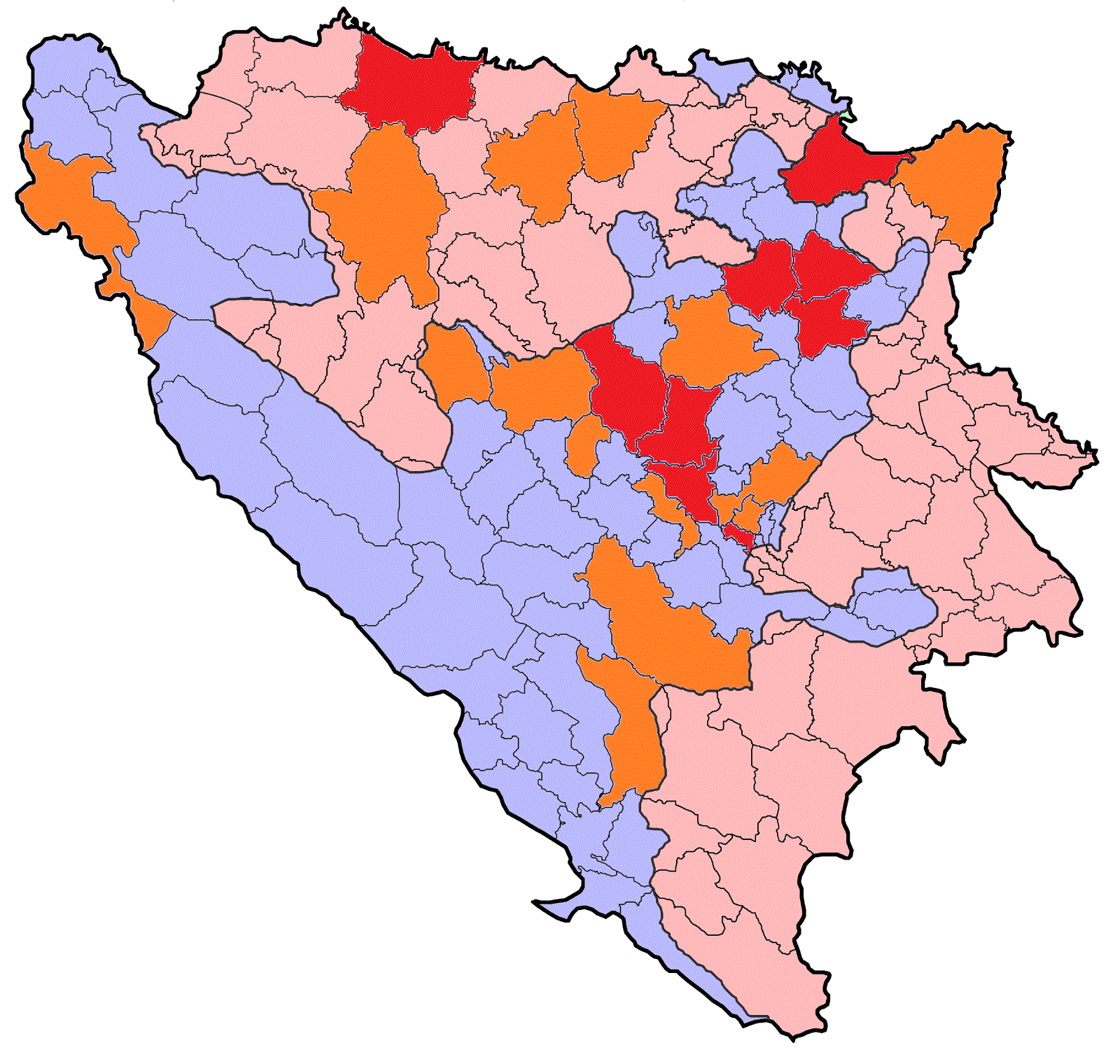
Comuni con le più grandi comunità Rom in Bosnia ed Erzegovina: in rosso oltre 1.000 persone segnalate, in arancione meno di 1.000

Importanti comunità Rom vivono a Brčko, Bijeljina, Sarajevo, Banja Luka, Mostar, Tuzla, Kakanj, Prijedor, Zenica e Teslić. 
Il maggior numero di Rom in Bosnia-Erzegovina vive nel cantone di Tuzla (15.000-17.000), di cui una parte considerevole nel comune di Tuzla (6.000-6.500), così come a Živinice (3.500), Lukavac (2.540). Il cantone di Sarajevo ospita circa 7.000 famiglie rom, per lo più nel comune di Novi Grad, Sarajevo (1.200-1.500 famiglie). Il cantone di Zenica-Doboj ospita tra 7.700 e 8.200 Rom, di cui 2.000-2.500 nel comune di Zenica, 2.160 a Kakanj, 2.800 a Visoko. 2.000-2.500 Rom vivono nel cantone della Bosnia centrale, principalmente a Donji Vakuf (500-550), Vitez (550) e Travnik (450). Nel cantone dell'Una-Sana ci sono tra 2.000-2.200 rom, di cui 700 nel comune di Bihać. Nel territorio del cantone dell'Erzegovina-Narenta ci sono 2.200-2.700 Rom, di cui 450 a Konjic e 250 a Mostar. 2.000–2.500 Rom vivono nel distretto di Brčko. Nella Republika Srpska vivono tra i 3.000 e gli 11.000 Rom, la maggior parte dei quali a Gradiška (1.000), Bijeljina (541), Banja Luka (300), Prnjavor (200) e Derventa (120). 

## Storia

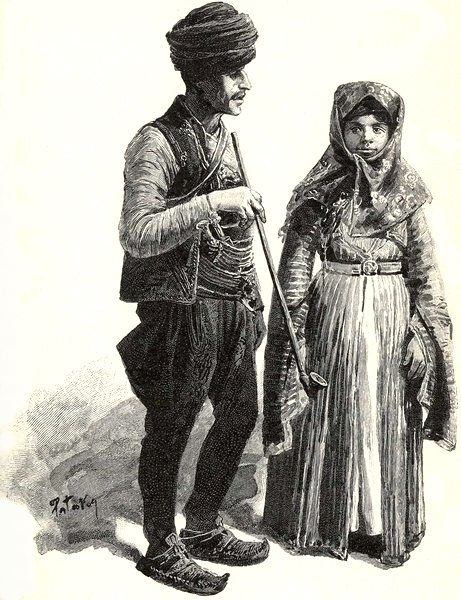
Rom musulmani in Bosnia (intorno al 1900)

Ci sono rom in Bosnia ed Erzegovina da più di 600 anni. Si ritiene che i Rom siano arrivati nel territorio dell'attuale Bosnia-Erzegovina tra il XIV e il XV secolo e che abbiano adottato l'Islam come confessione maggioritaria durante i tempi del dominio ottomano (XV-XIX secolo). Già allora i Rom erano stigmatizzati e dovevano vivere in insediamenti fuori dai confini cittadini. 
Rousseau, come console francese in Bosnia ed Erzegovina, stimò nel 1866 che un numero di 9.965 o l'1,1% della popolazione fosse rom. Johann Roskiewicz stimò nel 1867 il numero degli "Zingari" in Bosnia a 9.000 (1,2%) e in Erzegovina a 2.500 (1,1%), per un totale di 11.500 Rom. 
Gli atteggiamenti nei confronti dei Rom in Bosnia-Erzegovina si irrigidirono durante i quarant'anni di governo austro-ungarico (1878-1918), anche a causa delle voci secondo cui i Rom vivevano di guadagni immorali. L'Encyclopædia Britannica nel 1911 menziona 18.000 Rom in Bosnia ed Erzegovina (1,6%). 
Il periodo peggiore per i rom bosniaci arrivò con la seconda guerra mondiale, quando la Bosnia-Erzegovina fu inclusa nello Stato indipendente di Croazia (NDH) allineato ai nazisti. Si stima che 28.000 Rom siano morti nel conflitto, nei campi di concentramento e di sterminio come Jasenovac. 
Nella Jugoslavia socialista, la situazione dei Rom è migliorata notevolmente, poiché sono stati ufficialmente riconosciuti come una "minoranza nazionale" e hanno goduto di un ampio grado di sicurezza e benessere. 
Durante la guerra in Bosnia del 1992-1995, i Rom subirono maltrattamenti da tutte le parti in conflitto, essendo spesso considerati agenti del nemico o arruolati con la forza. Oltre 30.000 rom bosniaci sono stati espulsi a causa della pulizia etnica. I rom sono stati soggetti a condizioni disumane nei campi di concentramento e intere comunità sono state distrutte. 
Diversi Rom del Kosovo si sono trasferiti in Bosnia ed Erzegovina durante il periodo socialista e anche durante la guerra in Kosovo. I rom del Kosovo devono ancora affrontare problemi con la registrazione all'anagrafe e stato civile a causa del mancato riconoscimento del Kosovo da parte della Bosnia ed Erzegovina. 

## Condizioni socio-economiche

### Registrazione anagrafica
La Bosnia-Erzegovina ha affrontato in modo marcato la situazione di mancanza di documenti d'identità e rischio di apolidia, grazie alla cooperazione tra le autorità statali e le ONG, riducendo il numero di Rom senza documenti da circa 3.000 a 57 nel 2017. Questo risultato resta da rendere sostenibile, a causa dei rischi di complicazioni amministrative legate a casi di migrazione temporanea e al mancato riconoscimento dei documenti per i bambini nati all'estero. 

### Questione abitativa

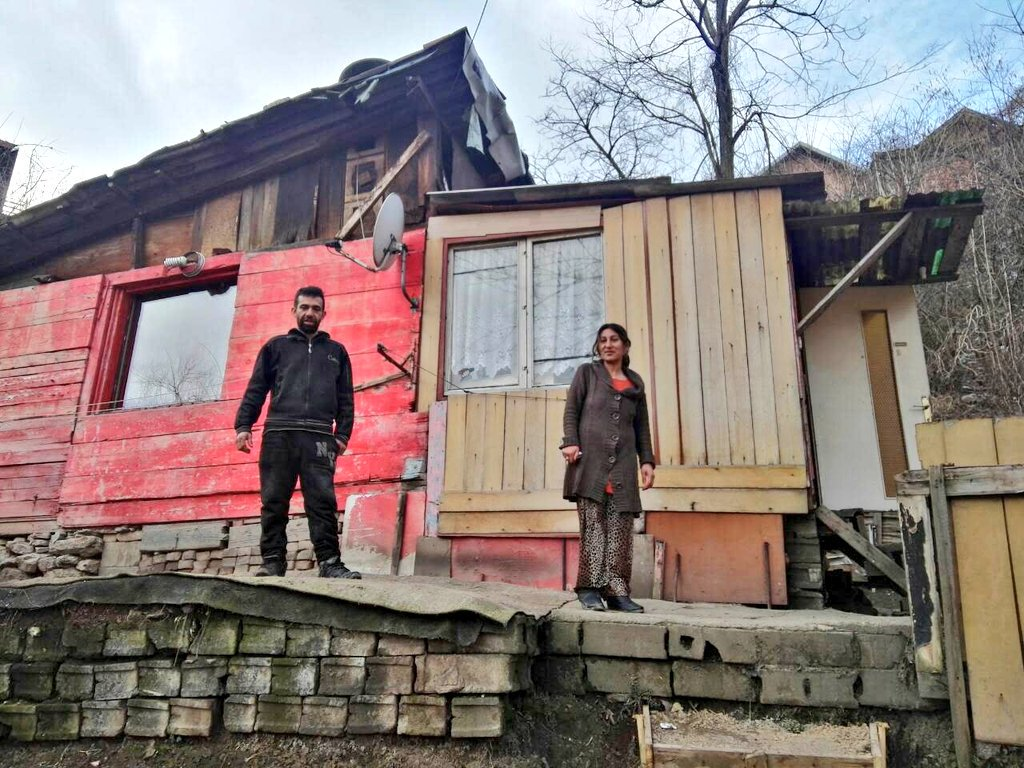
Insediamento rom bosniaco a Zavidovići, casa autocostruita di Jasmin O. e della sua famiglia

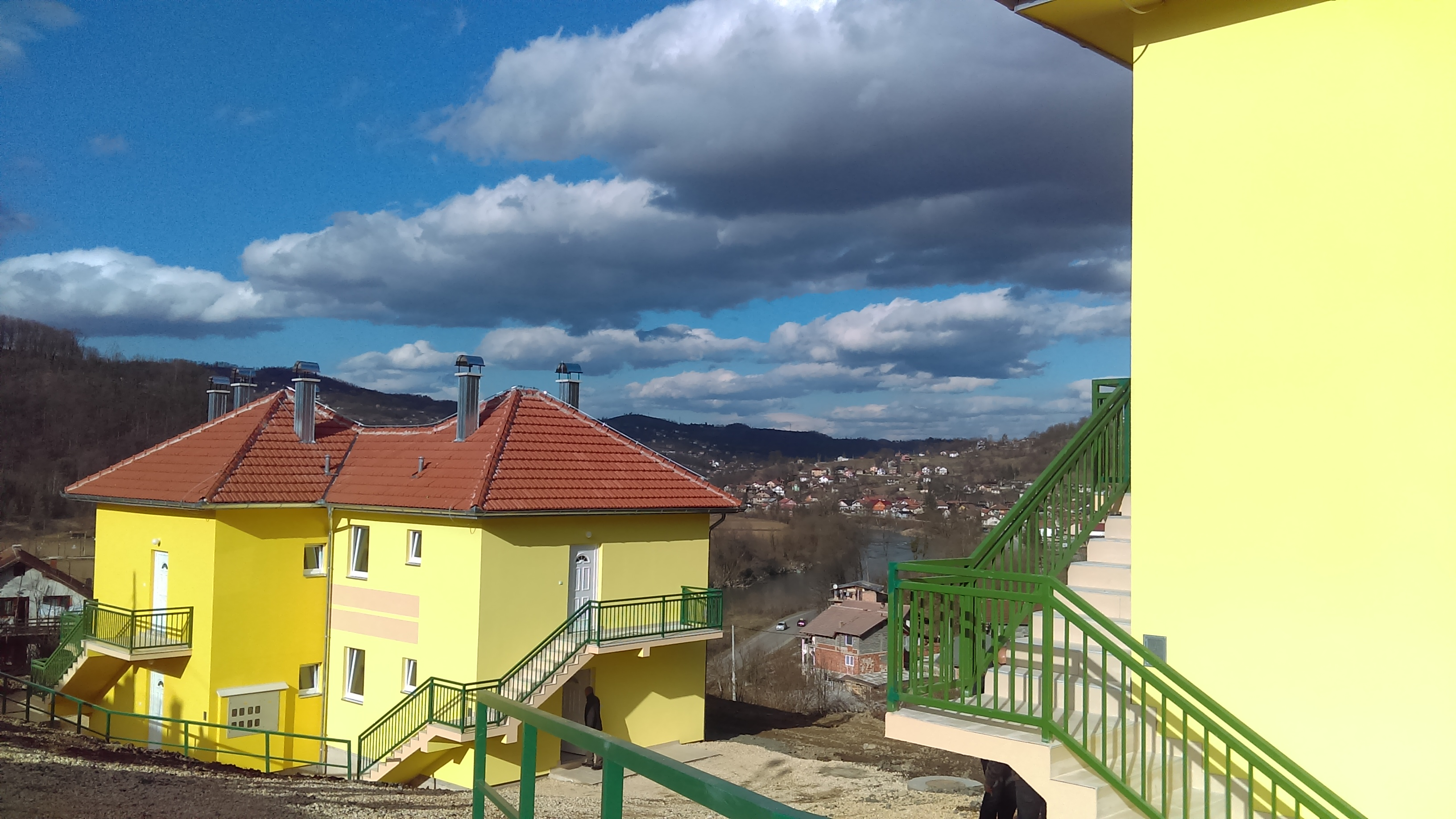
Nuovo alloggio sociale costruito con fondi UE a Dolovi, Zavidovići

Molti Rom in Bosnia-Erzegovina vivono ancora in insediamenti informali, senza accesso ad acqua ed elettricità, o anche in centri collettivi per sfollati interni. Il Ministero dei diritti umani e dei rifugiati, in collaborazione con i comuni e grazie ai fondi dell'Unione europea (4 milioni di euro nel 2012) sta realizzando soluzioni abitative per 150 famiglie rom in 14 comuni. La legalizzazione e il miglioramento delle condizioni di vita negli insediamenti informali è in corso e non è ancora uniforme in tutto il paese. I piani di azione locale vengono elaborati dai comuni. 

### Occupazione
La maggior parte dei Rom in Bosnia-Erzegovina lavora nell'economia informale o non ha mezzi di sostentamento. La percentuale di Rom occupati è molto bassa, meno dell'1% nella Federazione e nel distretto di Brčko e nella Republika Srpska è inferiore al 3%. Coloro che trovano lavoro tendono a non registrarsi o a non identificarsi più come rom, per evitare lo stigma sociale. 
La mancanza di istruzione e le scarse competenze si aggiungono ai problemi di discriminazione nell'accesso al mercato del lavoro. Pochissimi Rom sono inoltre registrati come disoccupati presso gli uffici per l'occupazione delle entità. I programmi pubblici per sovvenzionare l'occupazione e il lavoro autonomo della popolazione Rom hanno ottenuto scarsi risultati, a causa della mancanza di assunzione dei dipendenti al termine dei progetti. Alcuni buoni esempi di collaborazione con grandi imprese (ad esempio la catena di supermercati "Bingo") sono stati registrati.

### Istruzione
Molti Rom devono ancora affrontare problemi di accesso all'istruzione, sia in termini di iscrizione che di completamento degli studi primari. Nel luglio 2010 il Consiglio dei Ministri ha adottato il Piano d'azione rivisto sui bisogni educativi dei Rom. Le misure ivi previste dovrebbero essere attuate dai 12 ministeri dell'istruzione delle entità e dei cantoni e dal dipartimento del distretto di Brčko. Le autorità forniscono libri di testo, trasporto scolastico, pasti e altri sussidi. Da allora l'iscrizione dei bambini Rom all'istruzione primaria, secondaria e superiore è aumentata, nonostante tassi di abbandono scolastici ancora relativamente elevati. La Bosnia-Erzegovina non ha problemi d'istruzione differenziata o di segregazione scolastica dei bambini rom. 

### Assistenza sanitaria
L'accesso ai servizi sanitari resta difficile per una quota elevata della popolazione rom in Bosnia-Erzegovina a causa di complicazioni amministrative e burocratiche. La mancanza di frequenza scolastica e di registrazione agli uffici per la disoccupazione rischia di lasciare molti cittadini rom della BiH senza copertura assicurativa sanitaria. I cittadini Rom anziani devono affrontare problemi nel vedere riconosciuto il loro diritto all'assicurazione sanitaria. Le associazioni rom stimano che tra il 60 e il 70% della popolazione rom in Bosnia-Erzegovina abbia accesso all'assistenza sanitaria. 

## Partecipazione politica

### Associazioni e rappresentanti
In Bosnia ed Erzegovina sono registrate 84 associazioni di Rom, di cui 64 nella Federazione (con 25 attive), 18 nella Republika Srpska e due nel distretto di Brčko (una attiva). Nella Republika Srpska, 11 associazioni su 18 sono membri dell'Unione Rom della Republika Srpska (Savez Roma RS). Le associazioni rom operano principalmente a livello comunale. 

### Discriminazione costituzionale

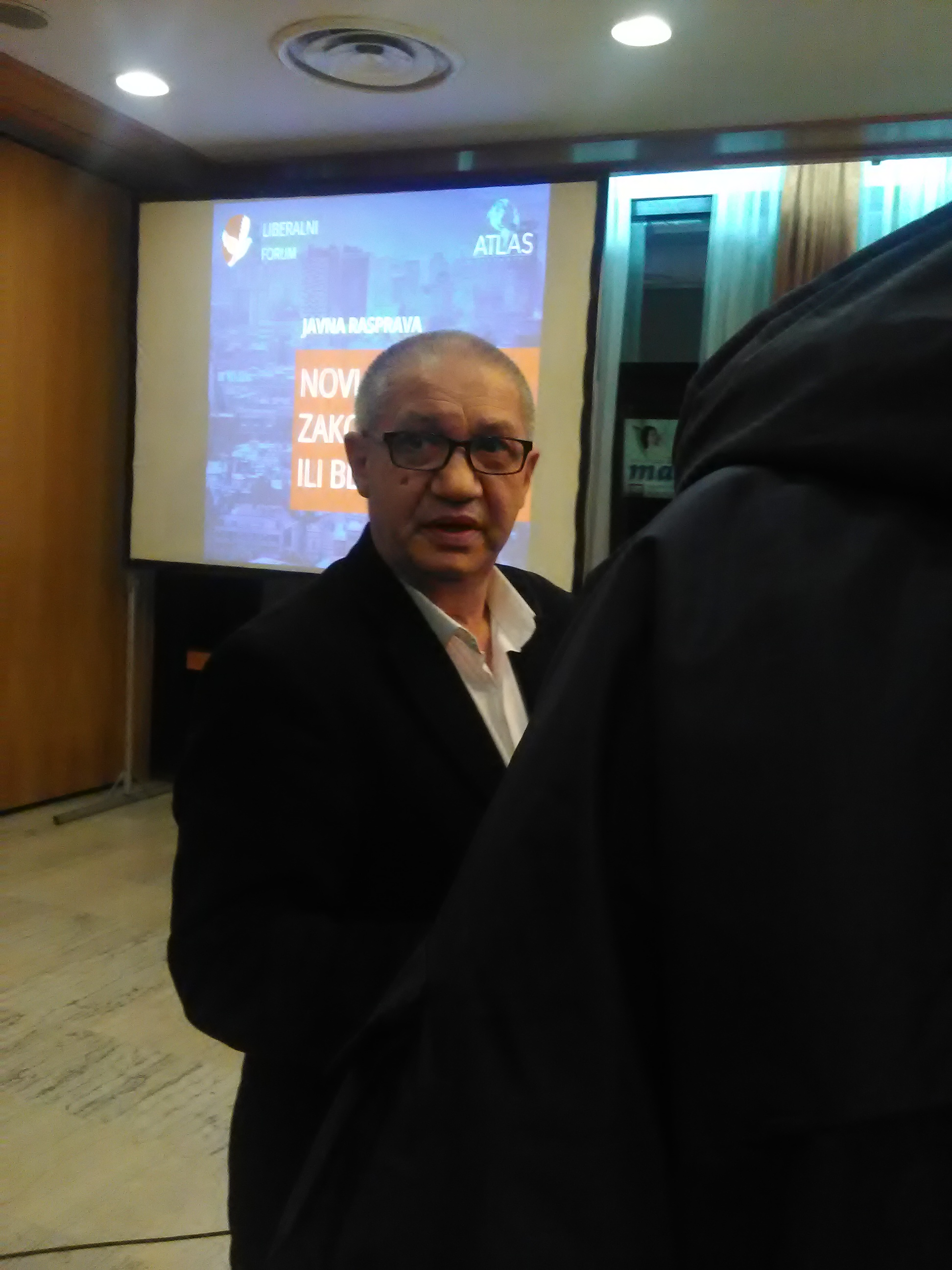
Dervo Sejdić

Nella causa Sejdić e Finci v. Bosnia ed Erzegovina, la Corte europea dei diritti dell'uomo nel dicembre 2009 ha rilevato che la Costituzione della Bosnia ed Erzegovina viola i diritti del signor Dervo Sejdić (un rappresentante dei Rom) e del signor Jakob Finci (rappresentante degli ebrei bosniaci) a causa delle disposizioni che riservano la candidatura alla Presidenza della Bosnia ed Erzegovina e per la Camera dei popoli della Bosnia ed Erzegovina agli appartenenti ai cosiddetti "popoli costitutivi" (bosgnacchi, serbi e croati), discriminando così direttamente altri gruppi, compresi rom ed ebrei, nonché cittadini senza affiliazione etno-nazionale. La Bosnia-Erzegovina non ha ancora modificato la sua Costituzione per allinearla alla Convenzione europea dei diritti dell'uomo. 
I rappresentanti dei rom prendono parte ai consigli delle minoranze nazionali, organi consultivi delle assemblee legislative a livello di stato e di entità in Bosnia ed Erzegovina. 

### Comitato Rom della Bosnia ed Erzegovina

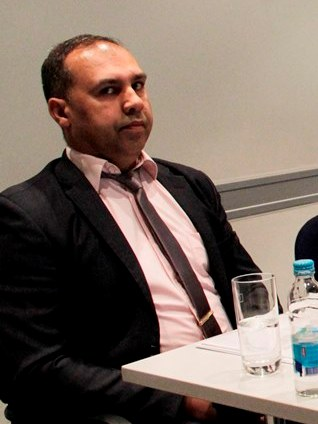
Mujo Fafulić, presidente del Comitato Rom della BiH

Il Comitato Rom della Bosnia ed Erzegovina è un organo consultivo del Consiglio dei ministri della Bosnia ed Erzegovina, istituito dal 2002 con l'obiettivo di promuovere la protezione della minoranza Rom nel paese. Le responsabilità dell'organo sono state ulteriormente definite nel 2012 e i suoi attuali membri sono stati nominati nel 2017. L'attuale presidente è Mujo Fafulić del Centro di supporto per Rom Romalen di Kakanj.
Il Comitato Rom ha il compito di monitorare l'attuazione della Strategia della Bosnia-Erzegovina per affrontare le questioni relative ai Rom (Gazzetta Ufficiale della BiH, n. 67/05) e dei suoi piani d'azione: il piano d'azione per i Rom rivisto nelle aree dell'occupazione, dell'edilizia abitativa e della salute (2017) e il piano rivisto sui bisogni educativi dei rom in Bosnia-Erzegovina (2010). Il Comitato Rom gestisce anche i bandi pubblici di sovvenzioni alle ONG Rom in collaborazione con il Ministero dei diritti umani e dei rifugiati.
Il Comitato Rom è composto da 22 membri:
- 11 rappresentanti dei rom, a nome delle associazioni rom registrate, garantendo una rappresentanza territoriale paritaria:
  - 6 membri di associazioni con sede nella Federazione di Bosnia ed Erzegovina, vale a dire un membro per conto delle associazioni Rom debitamente registrate nel cantone di Sarajevo, nel cantone di Zenica-Doboj, nel cantone dell'Una-Sana, nel cantone di Tuzla, nel cantone della Bosnia centrale e nel cantone dell'Erzegovina-Narenta;
  - 3 membri di associazioni con sede nella Republika Srpska, uno per ciascuna delle regioni di Banja Luka, Doboj e Bijeljina;
  - 1 membro di associazioni con sede nel distretto di Brčko;
  - 1 membro per conto del Roma Women Network.

- e 11 rappresentanti delle istituzioni della Bosnia ed Erzegovina:
  - il Ministero dei diritti umani e dei rifugiati della Bosnia ed Erzegovina,
  - il Ministero delle finanze e del tesoro della Bosnia ed Erzegovina,
  - il Ministero degli Affari Civili della Bosnia ed Erzegovina,
  - il Ministero della Sicurezza della Bosnia ed Erzegovina,
  - il Ministero della Giustizia della Bosnia ed Erzegovina,
  - la direzione per l'integrazione europea,
  - l'Agenzia per l'occupazione della Bosnia-Erzegovina e
  - l'Agenzia per l'uguaglianza di genere della Bosnia-Erzegovina.
  - il governo della Federazione di Bosnia ed Erzegovina,
  - il governo della Republika Srpska
  - il governo del distretto di Brčko

## Rom bosniaci di spicco
- Hedina Tahirović-Sijerčić, professoressa, scrittrice, poetessa, autrice del primo dizionario romani-bosniaco
- Mujo Fafulić, presidente del Comitato Rom della Bosnia ed Erzegovina come organo consultivo del Consiglio dei Ministri della Bosnia ed Erzegovina, presidente dell'ONG "Romalen" Center for Rom support
- Dervo Sejdić, vicepresidente dell'ONG Kali Sara Roma Information Center
- Čika Mišo, l'ultima lustrascarpe della Bosnia
- Emra Tahirović, calciatore
- Arif Heralić, operaio industriale